# Mariusz Kotowski
Mariusz Kotowski (ur. 1967 w Olsztynie) – to amerykański reżyser filmowy polskiego pochodzenia. Pisarz, choreograf, tancerz i producent, kierujący własną filmową firmą producencką Bright Shining City Productions LLC, działającą w Austin (Teksas) i w Los Angeles (Kalifornia).

## Życiorys
W Olsztynie ukończył studia pedagogiczne i tu odnalazł w sobie pasję tancerza i choreografa. W Polsce uczył tańca m.in. w Warszawie i na Wybrzeżu, po czym dla doskonalenia swoich umiejętności wyjechał do Londynu. Jest pierwszym Polakiem, który otrzymał potrójny dyplom londyńskiego Królewskiego Towarzystwa Nauczycieli Tańca. Zyskał tam uznanie, jako tancerz i choreograf, specjalizujący się w balecie, tańcu klasycznym, jazzowym i nowoczesnym oraz w tańcach latynoskich. Gdy po wielu europejskich występach ugruntował już swoją karierę taneczną, przeniósł się w roku 1998 do Nowego Jorku, gdzie nie tylko pracował, jako ceniony choreograf i instruktor tańca, ale i podjął studia na wydziale reżyserii Uniwersytetu Nowojorskiego. Ukończył je z doskonałymi wynikami i dyplomem reżysera filmowego. I w ten sposób rozpoczął w Ameryce realizację swoich marzeń o własnej twórczości filmowej.

W ciągu ostatnich 9 lat Mariusz Kotowski zrealizował w Stanach Zjednoczonych osiem filmów oraz napisał dwie książki biograficzne poświęcone Poli Negri (jedną wydaną w 2011 w Polsce a drugą przygotowywaną właśnie do druku w USA). Za swoją twórczość zdobył w Europie, Azji, i w USA dwadzieścia różnych nagród. Jako reżyser i producent filmowy współpracował w tym okresie z wieloma uznanymi sławami filmowymi (m.in. zdobywczynią Oskara, aktorką Hayley Mills, wyróżnionym Nagrodą Emmy aktorem Davidem Lago oraz nominowaną do Independent Spiryt Awards aktorką Cyndi Williams i nominowanym do nagrody Złotego Globu aktorem Eli Wallachem). Zasłynął m.in. jako twórca, który swoim dużym dokumentalnym projektem filmowym przypomniał światu, że to właśnie Pola Negri – wielka polska aktorka – była na początku XX wieku pierwszą europejską gwiazdą filmową zaproszoną do Hollywood, i że to dopiero w ślad za nią trafiły tam później m.in. Greta Garbo i Marlena Dietrich.
Film pt. Pola Negri : Life is a Dream in Cinema (Pola Negri – w kinie życie jest snem, premiera w Nowym Jorku w 2006) - to bardzo wzruszający dokument filmowy skupiający uwagę widza głównie na zagranicznej, a zwłaszcza amerykańskiej karierze tej aktorki. Film reżysera i choreografa o artystce, która swoją karierę także zaczynała od tańca. Na bogactwo obrazu składają się fotografie i mało znany materiał filmowy w postaci fragmentów licznych ról dramatycznych i komediowych Poli Negri. Kolorytu słownego dodają filmowi niezwykle wnikliwe i pełne głębokich refleksji rozmowy z Hayley Mills, aktorką znaną z ról w klasycznych filmach disneyowskich takich, jak Pollyanna, Sprytne Kocisko, Nie wierzcie bliźniaczkom i Księżycowe Prządki – który to obraz był jednocześnie ostatnim filmem Poli Negri, jak i aktorem Eli Wallach’em (Skłóceni z Życiem i Rzeka Tajemnic) oraz znanym hollywoodzkim producentem A.C. Lylesem, który wsławił się filmami wyprodukowanymi dla wytwórni Paramount Pictures. Narrację przeplatają snute przez historyk filmową i kuratora Amerykańskiego Instytutu Filmowego Jeanine Basinger interesujące opowieści na temat mało znanych szczegółów z życia Poli Negri i ciekawostki z czasów jej kariery.
Życie i twórczość filmowa sławnej Polki zilustrowana jest w tym filmie amerykańskimi dokumentami i opiniami wielu hollywoodzkich autorytetów filmowych. Trud zebrania i atrakcyjnego opracowania tak pomyślanego historycznego świadectwa z zakresu światowych dziejów kina, każe ten film widzieć nie tylko w kategoriach sztuki filmowej, ale i dokumentu ważnego dla polskiej kultury XX wieku. Swoją europejską premierę film Mariusza Kotowskiego miał w paryskiej Cinématèque Française w 2010 roku na specjalnym pokazie upamiętniającym Polę Negri. W Polsce, jako pierwszy pokazał go w roku 2011, też na specjalnym pokazie, Iluzjon Filmoteki Polskiej, a w 2013 autor i jego film o Poli Negri zaproszeni zostali do udziału w IV Międzynarodowym Festiwalu Filmów Historycznych i Wojskowych.

## Filmografia
- Deeper and Deeper (pełnometrażowy film fabularny, thriller psychologiczny, 2010 r.) – reżyser / producent
- Esther’s Diary (pełnometrażowy film fabularny, dramat, 2009 r.) - reżyser / producent
- Forgiveness (pełnometrażowy film fabularny, 2008 r.) – reżyser / producent
- Pola Negri: Life is a Dream in Cinema (dokument, 2006 r.) – reżyser / producent
- Pola Negri: Hollywood Legend (film krótkometrażowy, 2006 r.) – reżyser / producent
- Vicky’s Secret (film krótkometrażowy, 2005 r.) – reżyser / producent
- Luigi on Broadway (film krótkometrażowy, 2004 r.) – reżyser / producent
- Tango Notturno (krótkometrażowy film taneczny, 2004 r.) – reżyser / producent

## Nagrody
- „Książka Roku”- 2011 w kategorii biografii i „Książka Miesiąca” - kwiecień 2011 r. – nagrody Magazynu Literackiego Książki dla Pola Negri: Legenda Hollywood (książka)
- „Politka” - Nagroda Uznania im. Poli Negri (2011 r.) przyznana przez Lipnowskie Towarzystwo Kulturalne im. Poli Negri

Nagrody filmowe:
Za film - Deeper and Deeper:	
- Nominacja w kategorii Najlepszy Reżyser - The World Music & Independent Film Festival (2010 r.)
- I miejsce w kategorii „Thriller z suspensem” - International Indie Gathering (2010 r.)
- Platynowa Nagroda EMPixx (2010 r.)
- Wyróżnienie na JamFest, Brąz (2010 r.)
- Nagroda Honorowa - The Accolade Competition (2010 r.)
- Nagroda Honorowa - The Indie Fest (2010 r.)

Za film - Esther’s Diary:
- Najlepszy Narracyjny Film Fabularny - Great Lakes International Film Festival (2010 r.)
- Nagroda Relix - Glen Rose Neo-Relix Film Festival (2010 r.)
- Platynowa Nagroda EMPixx (2010 r.)
- Nagroda Honorowa - Indie Fest (2010 r.)
- Nagrody Telly – Brąz (2010 r.)

Za film - Forgiveness:
- Trzecia Nagroda Jurorów - Bayou City Inspirational Film Festival (2008 r.)
- Srebrna Nagroda Remy - WorldFest (2009 r.)
- Platynowa Nagroda EMPixx (2009 r.)
- Nagrody Telly - Srebro (2008 r.)

Za film - Pola Negri: Life is a Dream in Cinema:	
- Złota Szabla Nagroda Publiczności Międzynarodowy Fim Festival Warszawa (2013 r.)
- Złota Nagroda Halo (w kategorii Reżyseria i Produkcja) Rady Filmowej Południowej Kalifornii (2010 r.)
- Nagroda za Wybitne Osiągnięcia: Dokument Pełnometrażowy - Indie Fest (2010 r.)
- Złota Nagroda EMPixx (2009 r.)
- Specjalna Nagroda Jurorów Remi - WorldFest (2006 r.)
- Nagroda dla Filmu Dokumentalnego na Festiwalu Filmowym DixieFilm (2006 r.)